# Національний стадіон (Жамор)
Національний стадіон Жамору (порт. Estádio Nacional do Jamor) — є одним з найбільших португальських стадіонів, розташований в місцевості Жамор (район Оейрашу) у передмісті Лісабона, Португалія. Побудований ще за часів португальського диктатора Салазара у 1944 році за схожістю з Олімпійським стадіоном Берліна. Урочисто відкритий у День Португалії — 10 червня 1944. Зазнав двох реконструкцій (1967 і 2001). Вміщує 37 593 глядачів. Відстань до центру Лісабона — 11 км.
До побудови до ЄВРО-2004 двох нових лісабонських стадіонів («Алваладе XXI» і «Луж»), використовувався національною збірною Португалії, як домашній стадіон. Власником стадіону є Федерація Футболу Португалії.

## Фінал Кубка Європейських чемпіонів
У 1967 році стадіон став ареною проведення фіналу Кубка Європейських чемпіонів, в якому шотландський «Селтік» переміг італійський «Інтер» з рахунком 2-1. Це був перший кубок Європейських чемпіонів завойований клубом з нелатинських країн Європи.

## Фінал Кубка Португалії з футболу
Починаючи з 1946 року, щороку стадіон є ареною, де розігрується Кубок Португалії з футболу, таким чином продовжуючи бути важливим стадіоном незважаючи на свої роки.

## Галерея зображень

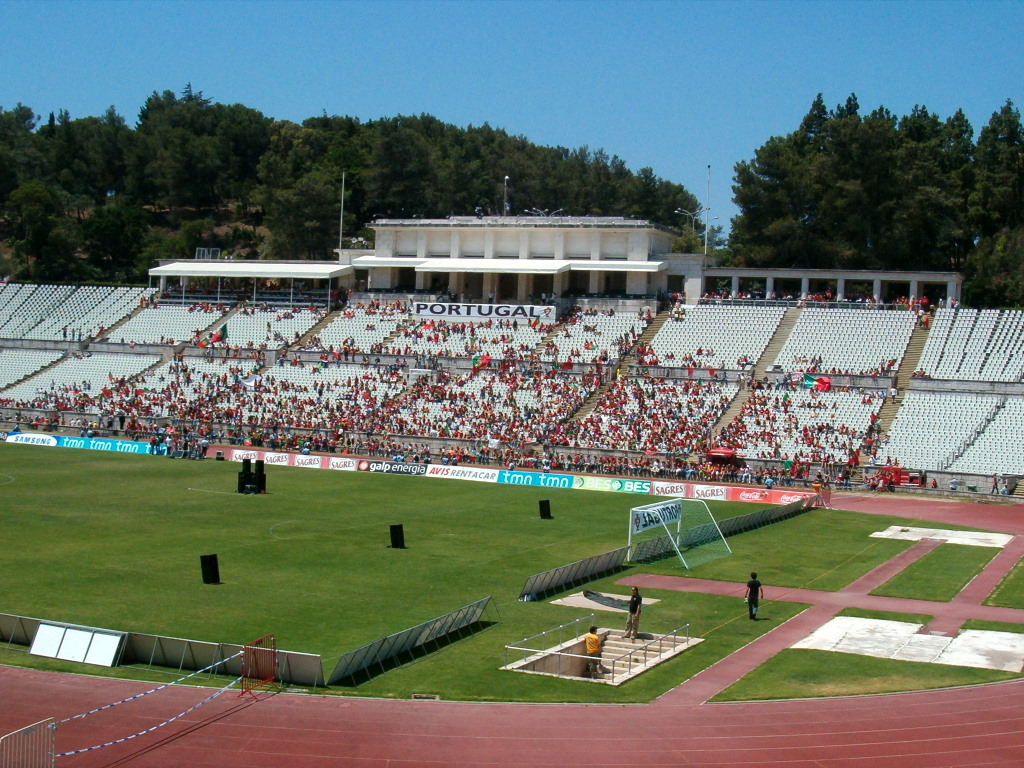
Центральна трибуна
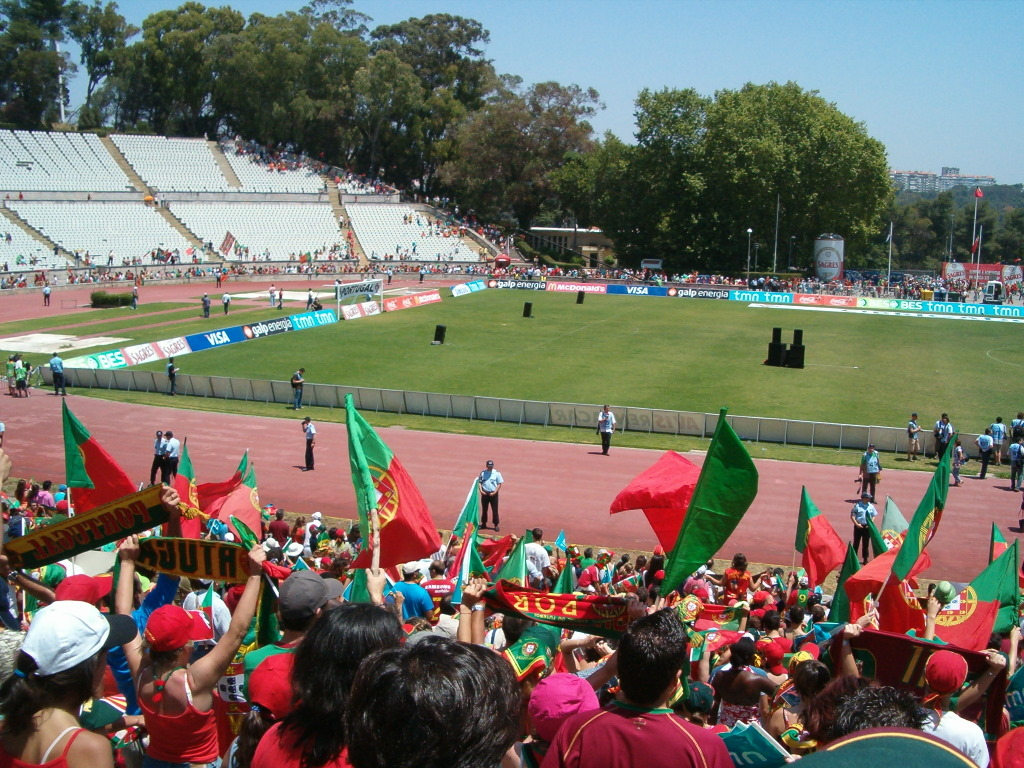
Ліва трибуна
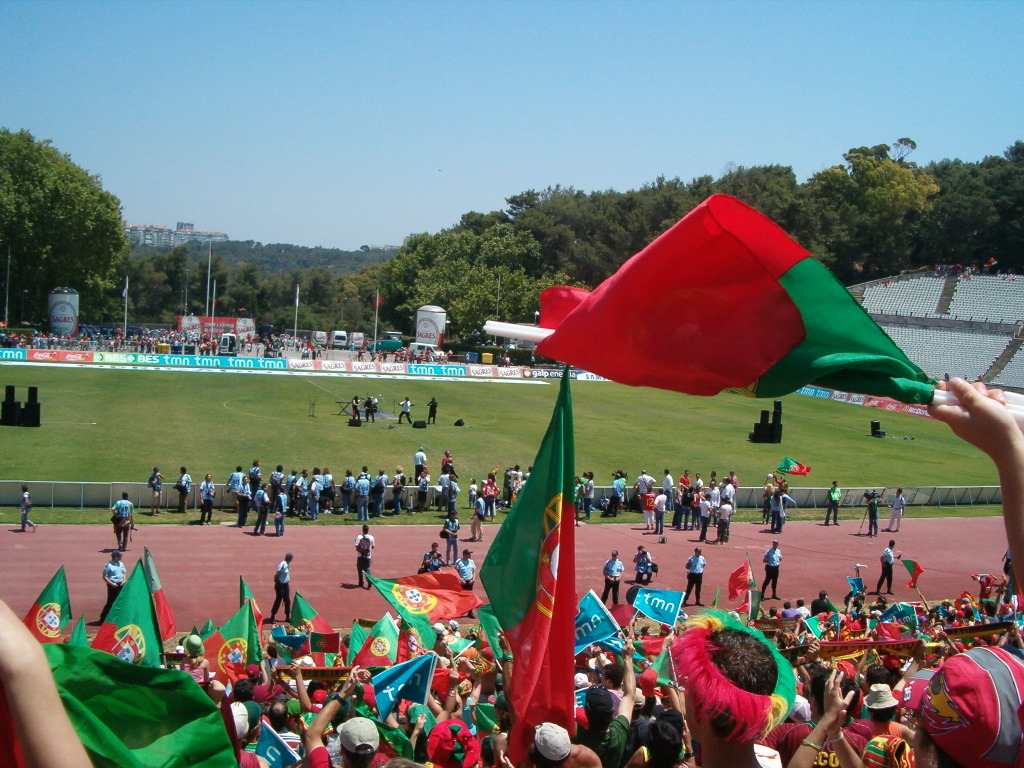
В очікуванні збірної Португалії з футболу
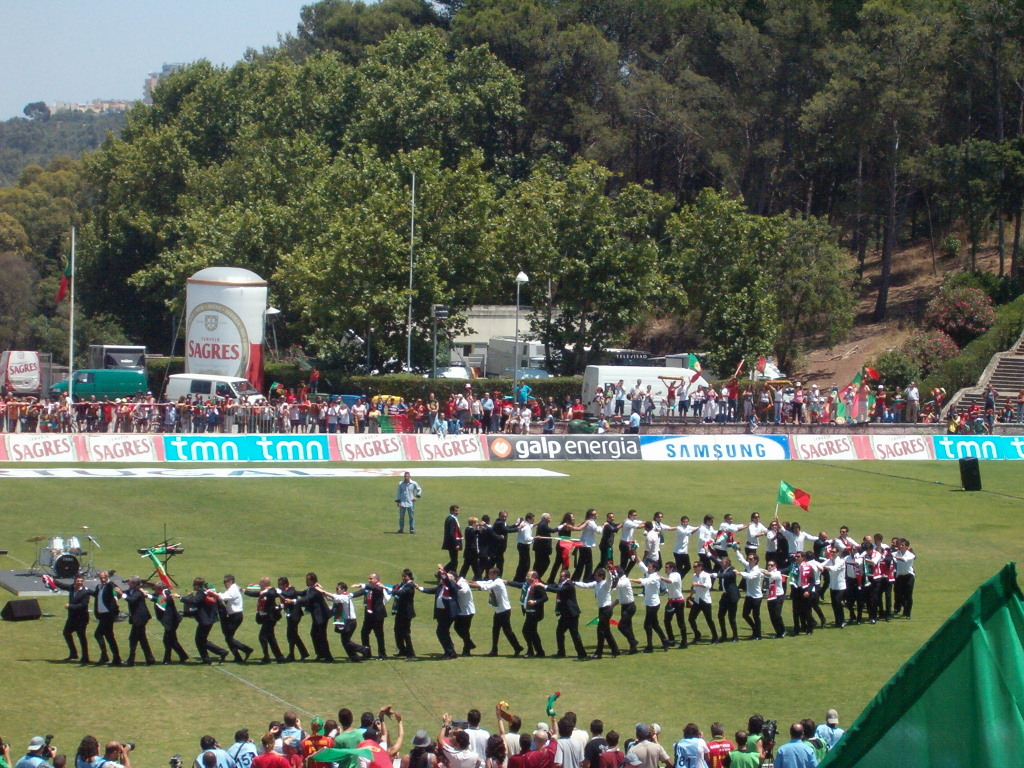
Збірна Португалії з футболу після ЧС-2006